# Semqen
Semqen ist der Eigenname eines altägyptischen Kleinkönigs oder Fürsten der Zweiten Zwischenzeit (ca. 1650 bis 1550 v. Chr.), der sich bisher aber nicht genauer innerhalb dieser Epoche einordnen lässt.
Er trägt den Titel „Heqa-Chasut“, was übersetzt „Herrscher der Fremdländer“ bedeutet und wovon sich das Wort Hyksos ableitet. Semqen ist bisher nur auf einem einzigen Skarabäus bezeugt, der sich in Tell el-Yahudiya im östlichen Nildelta fand. Die Position von Semqen ist umstritten. Ryholt sieht ihn versuchsweise als ersten Herrscher der 15. Dynastie, weist aber darauf hin, dass Heqa-Chasut, von einer Ausnahme abgesehen, nie mit der Königstitulatur verbunden wird und diese Leute eher Beamte, und keine Könige waren, wie oftmals angenommen.